# 櫻田門

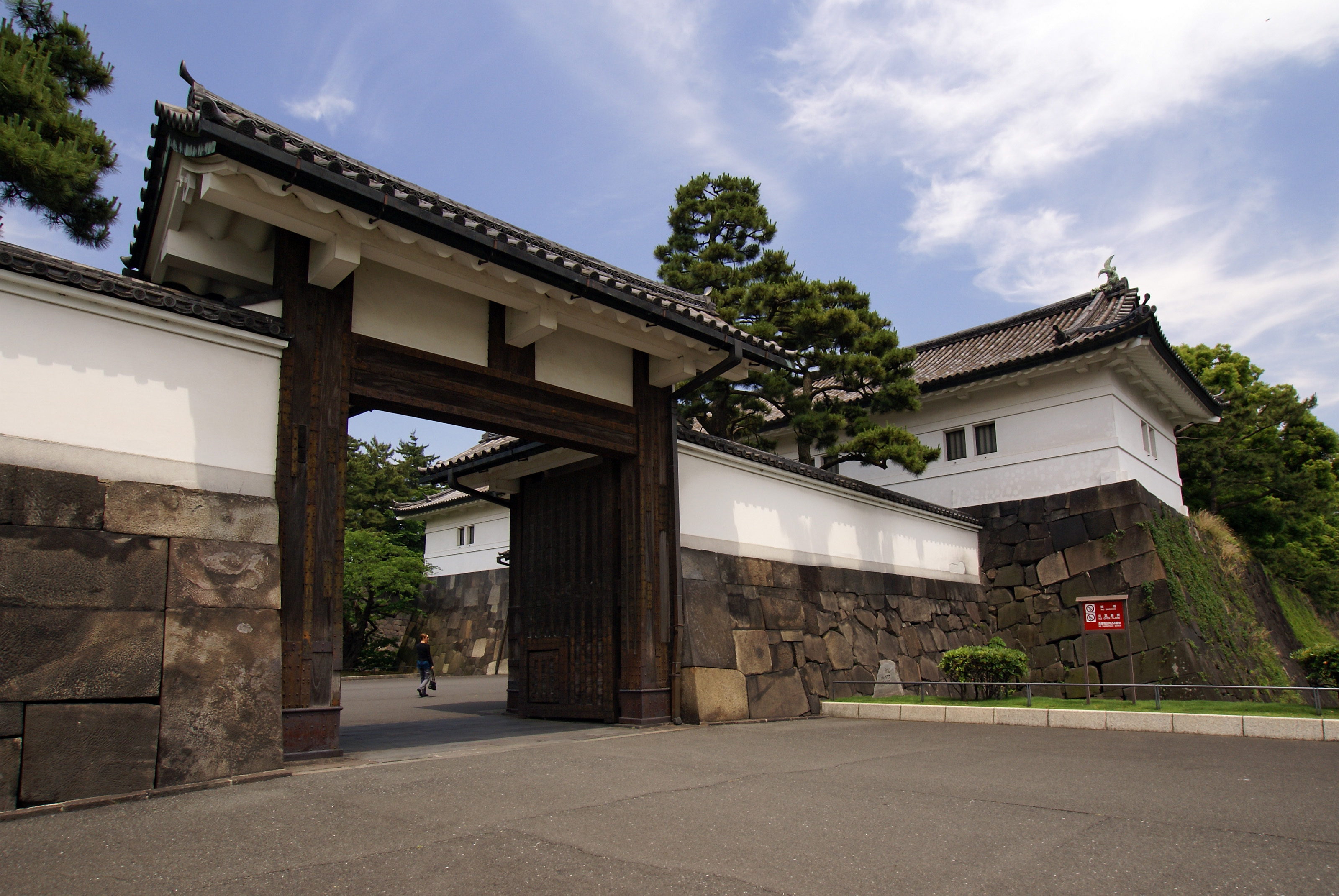
外櫻田門，前為高麗門、後為渡櫓門

櫻田門（日语：／ Sakuradamon */?）為江戶城（現在之皇居）內，護城河中的一門。位於櫻田堀與凱旋堀之間。為日本國家指定之重要文化財產。江戶城中有内櫻田門跟外櫻田門、前者又名桔梗門、單說「櫻田門」的話就是指後者。
由於為小田原街道之起點，當初稱為小田原口。1636年（寛永13年）改築為現在的桝形門建築、就開始稱為櫻田門。外側為高麗門（こうらいもん）、内側為渡櫓門（わたりやぐらもん）之雙重構造。1923年關東大地震中受到一些破壞而經過整修。
1860年3月24日在門之附近發生暗殺幕府大老井伊直弼的事件，稱作「櫻田門外之變」。井伊之邸位於現在憲政記念館之地(櫻田門之西500m)。
1932年發生針對昭和天皇的未遂刺殺事件，稱作「櫻田門事件」。
櫻田門之正對面（豊後杵築藩松平家屋敷跡）為警視廳，所以警視廳又通稱為「櫻田門」
。與法務省舊廈以國道1號（小田原街道，今櫻田通）相隔。

## 桝形門建築
＋————｜渡櫓門｜————＋

｜　　　　　　　　　　　　　｜

｜　　　　　　　　　　　　　－

｜　　　　　　　　　　　　高麗門　　＜入口

｜　　　　　　　　　　　　　－

｜　　　　　　　　　　　　　｜

＋—————————————＋

## 交通
- 東京地下鐵有樂町線：櫻田門站
- 東京地下鐵丸之內線、日比谷線、千代田線：霞關站